# Zinna (klasztor)

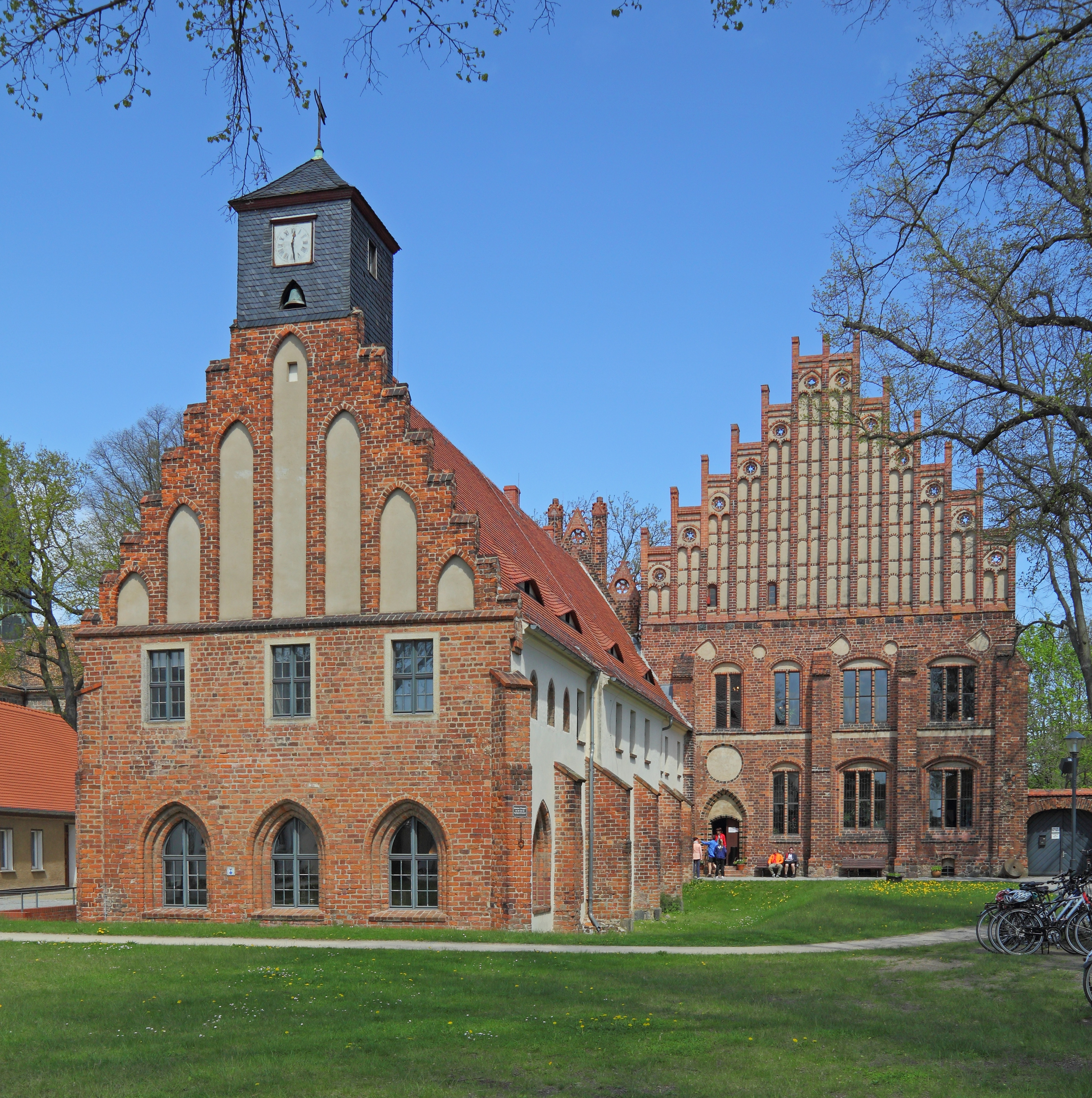
Zabudowania klasztorne: na pierwszym planie infirmeria, z tyłu dom opata, widok od południa

Zinna (łac. Coena b. Mariae) – dawny klasztor cystersów znajdujący się na terenie dzisiejszego miasta Jüterbog w Niemczech, w kraju związkowym Brandenburgia, założony w XII w., w 1553 zsekularyzowany. Leży na terenie dawnej osady przyklasztornej, a w latach 1764–1861 miasta, Kloster Zinna.

## Historia
Klasztor został założony przez arcybiskupa Magdeburga Wichmana z Seeburga w 1170 na zdobytych krótko wcześniej terenach (arcybiskup otrzymał je od Albrechta Niedźwiedzia w zamian za pomoc w pokonaniu Jaksy z Kopanicy w 1157) dla cystersów przybyłych tutaj z opactwa Altenberg (istnieją jednak źródła wskazujące na to, że mogli przybyć z filialnego Altenbergu, klasztoru Mariental). Nazwa Zinna miała pochodzić od pobliskiej słowiańskiej wioski Czynna. W 1179 budowany klasztor został zniszczony przez Słowian. Prace przy zakładaniu klasztoru z czasem podjęto jednak na nowo; z 1221 pochodzi dotyczący go papieski przywilej. Kościół klasztorny konsekrowano w 1226 lub 1227, być może jeszcze nieukończony (na jego ukończenie po 1230 wskazuje połączenie stylu późnoromańskiego i wczesnogotyckiego).
Klasztor stopniowo rozwijał się gospodarczo i dysponował coraz większym majątkiem. Pod koniec XV w. posiadał 39 wsi i wiele zakładów gospodarczych, a także domy w znaczniejszych miastach regionu. Sprawował patronat nad kilkudziesięcioma kościołami. Prawdopodobnie tutaj wykonano jeden z najstarszych zachowanych druków, gotycki psałterz maryjny z ostatniej dekady XV w.. W 1449 w klasztorze został zawarty układ pomiędzy arcybiskupem Magdeburga Fryderykiem z Beichlingen i margrabią brandenburskim Fryderykiem Żelaznym.
Upadek klasztoru spowodowała w XVI w. reformacja. Już w latach 30. Jüterbog i okolice stały się protestanckie, a opata klasztoru Zinna uwięziono. Klasztor nadal działał, ale w ograniczonej formie. Jednak w 1553 ostatni opat opuścił klasztor. Klasztor stał się częścią majątku arcybiskupiego. Mnisi z Zinny znaleźli schronienie w śląskim klasztorze w Henrykowie. 
Dawna rezydencja opata stała się jedną z rezydencji administratorów arcybiskupstwa magdeburskiego. W 1591 zmarła tu siostra ówczesnego administratora Joachima Fryderyka. W 1591 odbyła się tu narada Jana Fryderyka z margrabią brandenburskim Janem Jerzym i innymi okolicznymi książętami na temat opieki nad małoletnim synem księcia Saksonii Chrystiana I. W 1606 w dawnym klasztorze schroniła się kapituła katedralna z Magdeburga z powodu panującej w tym mieście zarazy. W połowie XVII w. był rezydencją pozbawionego urzędu protestanckiego administratora arcybiskupstwa magdeburskiego Chrystiana Wilhelma Hohenzollerna (dawny klasztor przyznano mu na mocy postanowień pokoju westfalskiego). Później dawny klasztor służył jako zamek myśliwski Hohenzollernów.
Większość zabudowań klasztornych rozebrano w XVIII w. W bezpośrednim sąsiedztwie dawnego klasztoru w 1764 król pruski Fryderyk II Wielki nakazał budowę osady dla sprowadzanych tu tkaczy z Saksonii – zaplanowano ją na planie prostokąta, z ośmiokątnym placem w centrum. Materiał z rozbieranych budowli klasztornych posłużył jako budulec budynków nowego miasta. W 1902 osada ta otrzymała nazwę Kloster Zinna (dosłownie "Klasztor Zinna"). Ocalałe zabudowania klasztorne służyły różnym celom. W 1872 spłonął znajdujący się w zabudowaniach dawnej klauzury browar.

## Opis
Do dzisiejszych czasów pozostał granitowy kościół klasztorny w formie późnoromańskiej bazyliki. Z zabudowań klasztornych, przylegających do kościoła od południa, pozostały tylko fragmenty: część zachodniego skrzydła otaczającego dziedziniec pochodzącego z pierwszej połowy XIII w., stanowiącego niegdyś dom konwersów oraz część dawnego refektarza. Więcej zachowało się budynków spoza klauzury, położonych na wschód od głównej części klasztoru: budynek nazywany Alte Abtei (dosłownie „stare opactwo”), który pochodzi z XIV w., z zachowanymi krzyżowo-żebrowymi sklepieniami wewnątrz i gotyckimi schodkowymi szczytami na zewnątrz, wyposażony podczas budowy w ogrzewanie i dostęp do bieżącej wody (faktycznie mieścił m.in. infirmerię). W pobliżu znajduje się późnogotycki budynek nazywany Neue Abtei (dosłownie „nowe opactwo”), stanowiący rezydencję opata, obejmujący kaplicę (z zachowanymi freskami), obszerne pomieszczenia ze sklepieniami krzyżowo-żebrowymi, ogrzewane ciepłym powietrzem, i kuchnię w piwnicy. Obok znajduje się pochodzący z XVI w. dom przeznaczony dla gości klasztornych. Z innych budowli pozostały tylko relikty.
Kościół służy jako protestancka świątynia parafialna oraz miejsce koncertów, a dawny dom opata jako muzeum (założono je w danych zabudowaniach klasztornych w 1956).